# سیارک ۱۱۰۰۴
سیارک ۱۱۰۰۴ (به انگلیسی: 11004 Stenmark، نامگذاری:1980FJ1) یازده هزار و چهارمین سیارک کشف شده‌است که در ۱۶ مارس ۱۹۸۰ کشف شد.
قدر مطلق سیارک برابر ۴۸.۹ است.